# Jonathan R. Cole
Jonathan Richard Cole (* 27. August 1942) ist ein US-amerikanischer Soziologe, der auf dem Gebiet der Wissenschaftssoziologie arbeitet.

## Leben
Cole studierte Soziologie an der Columbia University unter anderem bei Robert K. Merton und wurde dort 1969 mit einer Arbeit über The Social Structure of Science promoviert. Seit 1968 lehrte er an der Columbia University, ab 1976 als ordentlicher Professor. Neben seiner Lehrtätigkeit hatte er verschiedene Funktionen in der Universitätsverwaltung, so war er von 1989 bis 2003 Provost. Seine Forschungsarbeiten zur Wissenschaftssoziologie wurden über zwei Jahrzehnte von der National Science Foundation finanziell unterstützt.
Mit seinem Bruder Stephen Cole gehörte er zu den ersten Soziologen, die quantitative Methoden (Publikations- und Zitationsindikatoren) in die Wissenschaftssoziologie einführten. Neben qualitativen und quantitativen Analysen der Publikationstätigkeit von Wissenschaftlern galt sein besonderes Interesse der Untersuchung der Rolle von Wissenschaftlerinnen in den Vereinigten Staaten. Viele dieser Arbeiten entstanden in Zusammenarbeit mit Harriet Zuckerman. 2009 publizierte er eine umfangreiche Studie über die Stellung der US-amerikanischen Universitäten im weltweiten Wissenschaftssystem.
Von 1975 bis 1976 war er Guggenheim-Stipendiat. Seit 1992 ist er Fellow der American Academy of Arts and Sciences und seit 2004 der American Association for the Advancement of Science. 2005 wurde er gewähltes Mitglied der American Philosophical Society. 1996 und 2003 erhielt er den Verdienstorden der Italienischen Republik.

## Schriften (Auswahl)

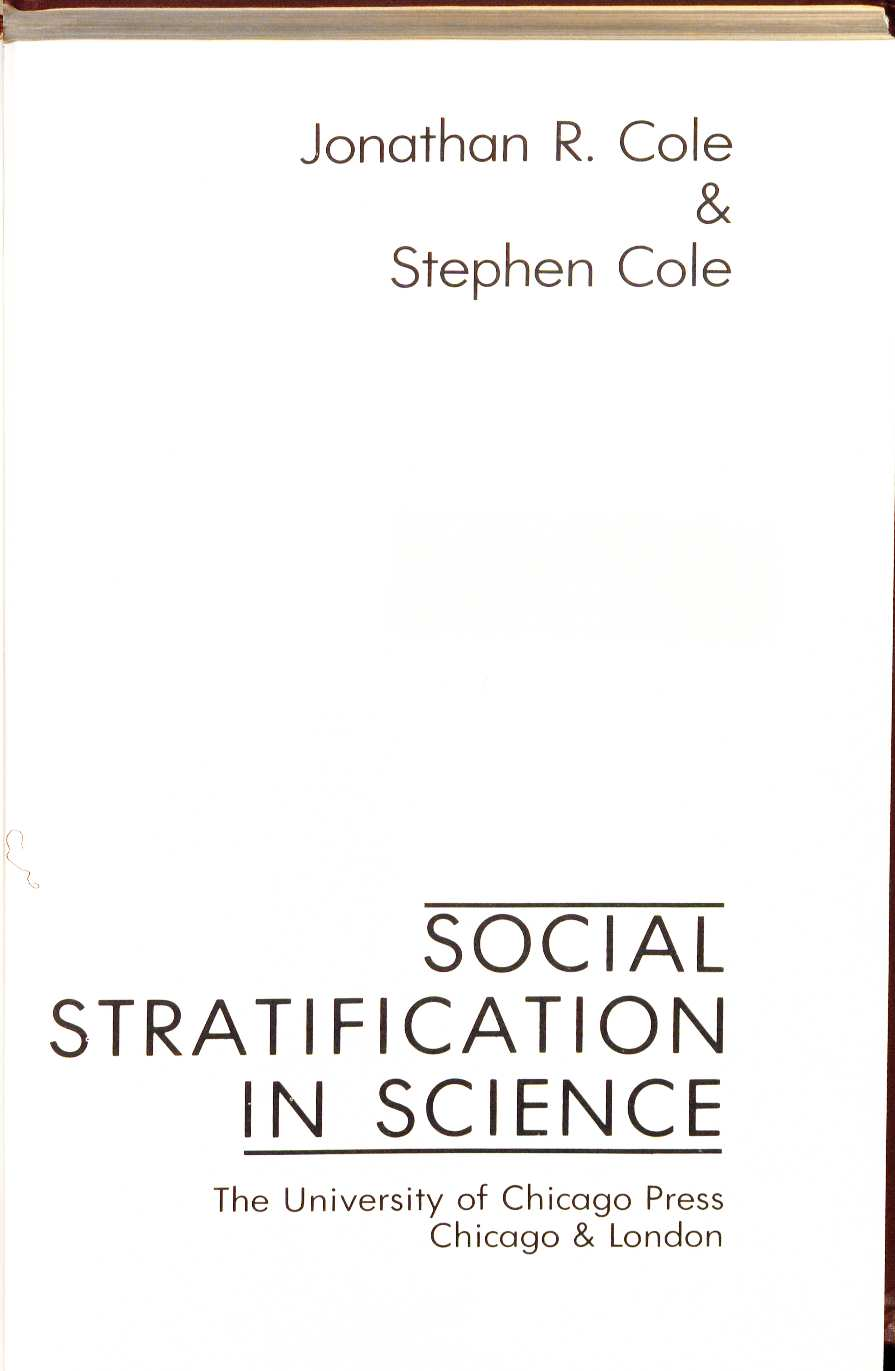
Social Stratification in Science (1973)

- Mit Stephen Cole: Scientific output and recognition: A study in the operation of the reward system in science. In: American Sociological Review. Band 32, Nr. 3, 1967, S. 377–390.
- Mit Stephen Cole: Visibility and the structural bases of awareness of scientific research. In: American Sociological Review. Band 33, Nr. 3, 1968, S. 397–413, JSTOR:2091914.
- Mit Stephen Cole: The Ortega hypothesis. In: Science. Band 178, Nr. 4059, 1972, S. 368–375 (Abstract).
- Mit Stephen Cole: Social Stratification in Science. University of Chicago Press, Chicago 1973, ISBN 978-0-226-11338-8, S. 298.
- Mit Harriet Zuckerman: Women in American science. In: Minerva. Band 13, Nr. 1, 1975, S. 82–102.
- Mit Stephen Cole, Leonard Rubin: Peer review and the support of science. In: Scientific American. Band 237, Nr. 4, 1977, S. 34–41.
- Jonathan R. Cole: Fair Science: Women in the Scientific Community. Free Press, New York 1979, S. 336.
- Mit Harriet Zuckerman: The productivity puzzle: Persistence and change in patterns of publication of men and women scientists. In: M. W. Steinkamp, M. L. Maehr (Hrsg.): Advances in Motivation and Achievment. Band 2. JAI Press, Greenwich, CT, London 1984, ISBN 0-89232-288-8, S. 217–258.
- Mit Harriet Zuckerman: Research strategies in science: A preliminary inquiry. In: Creative Research Journal. Band 7, Nr. 3 & 4, 1994, S. 391–405.
- Jonathan R. Cole: The great American university. In: Bulletin of the American Academy. Spring, 2011, S. 27–35 (online [PDF; abgerufen am 8. März 2018]).
- Jonathan R. Cole: The Great American University: Its Rise to Preeminence, Its Indispensable National Role, Why It Must Be Protected. Public Affairs, New York 2009, ISBN 978-1-58648-408-8, S. 616.